# David Freidel
David A. Freidel (nascut l'11 de juliol de 1946) és un acadèmic, arqueòleg i maianista estatunidenc. Conegut per diversos llibres publicats amb Linda Schele, particularment Maya Cosmos i Forest of Kings.

## Dades biogràfiques
Friedel va estudiar i va obtenir el seu doctorat en la Universitat Harvard. Casat amb Carolyn Sargent, també destacada antropòloga i professora de la Universitat de Washington. És professor d'antropologia en la Southern Methodist University de Dallas a l'estat de Texas.
Fou alumne d'Evon Vogt i de Tatiana Proskouriakoff, dos reconeguts maianistes. Va treballar en els projectes arqueològics de l'illa de Cozumel (San Gervasio) i de Yaxuná a Mèxic; en el de Cerros, a Belize i en el de Waká, en Guatemala. També ha estudiat i escrit sobre el conflicte que pot donar-se, en termes interpretatius, entre l'epigrafia i l'arqueologia.

Ha sostingut l'opinió, que sembla cobrar força conforme les recerques avancen, en el sentit de: 
| « | "El poble maia és un dels més importants laboratoris intel·lectuals per a l'estudi de la civilització antiga. Van ser una societat històrica durant el període clàssic, hi eren quan van arribar els europeus a Mesoamèrica i ara, l'estudi ens està ensenyant més del període preclàssic..." | » |